# F. Murray Abraham
Fahrid Murray Abraham (Pittsburgh, 24 d'octubre de 1939) més conegut amb el nom de F. Murray Abraham, és un actor estatunidenc.

## Biografia
Va néixer a Pittsburgh, Pennsilvània, fill de Josephine, d'origen italià, mestressa de casa, i Fahrid Abraham, d'origen assiri, mecànic de cotxes. El seu pare era un cristià assiri, que va emigrar de Síria durant la fam de 1920. El seu avi patern va ser cantor a l'Església Ortodoxa Síria. La mare d'Abraham va ser la filla d'un immigrant italià que treballava a les mines de carbó de Pennsilvània.
Abraham es va criar a El Paso (Texas), prop de la frontera amb Mèxic, on va ser membre d'una colla durant la seva adolescència.
Va estudiar dos anys en el Texas Western College (coneguda en l'actualitat com la Universitat de Texas en El Paso), on va rebre un esment especial de la societat d'honor del Alpha Psi Omega, per la seva interpretació en Comanche Eagle, durant la temporada 1959-60.
Va participar en diverses obres universitàries i va acabar viatjant a Nova York per especialitzar-se en interpretació, tenint com a professora l'actriu Uta Hagen.
Va debutar en el teatre professional amb l'obra de Ray Bradbury, Remei per a malenconiosos, i a poc a poc va anar apareixent en sèries de televisió com Kojak i en cinema, on el van situar dins del corrent de títols fonamentats en el concepte de liberalisme americà, que encara estava vigent en la primera meitat de la dècada del 1970. Les seves aparicions en aquell període (Serpico (1973), The Sunshine Boys (1975) o Tots els homes del president (1976)), partien d'aquest model ideològic.
F. Murray Abraham està casat amb Kate Hannan i és pare de dos fills. Debuta el 1965 a Los Angeles, a The Wonderful Ice Cream Suit. Ensenya art dramàtic a l'Off-Theater de Broadway des de fa molts anys. S'ha emportat l'Oscar al millor actor per a Amadeus (1984) en el paper d'Antonio Salieri. A Scarface, fa el paper d'Omar Suarez (guardaespatlles d'un cap local).
Aquests treballs no van convertir a Abraham en un intèrpret reconegut pel gran públic. Però el seu treball en la publicitat, on disfressat de raïm va participar en una sèrie d'espots de la marca de roba interior masculina Fruit of the Loom, sí que va aconseguir que els espectadors recordessin la seva cara.
La seva gran oportunitat li arribaria de la mà de Milos Forman amb Amadeus, pel·lícula per la qual va ser guardonat amb l'Oscar al millor actor el 1984. Encara que la pel·lícula a priori remet a la figura del compositor Wolfgang Amadeus Mozart (interpretat per Tom Hulce), el protagonisme està compartit amb Antonio Salieri, músic italià que va passar la major part de la seva vida a la Cort Imperial de Viena, per la qual cosa va ser compositor i mestre de capella, i que podria haver plagiat part de l'obra de l'autor.
La imatge del músic italià que ofereix Abraham no difereix massa d'una altra personalitat del segle xiv, l'inquisidor Bernat Gui, a qui dona vida a El nom de la rosa (1986). En el rodatge d'aquest film va començar a llaurar-se fama d'actor difícil, el realitzador Jean-Jacques Annaud el va definir com un actor egocèntric que es considerava més important que ningú perquè tenia un Oscar a la prestatgeria. En aquest moment, Sean Connery encara no havia guanyat el seu pels intocables d'Eliot Ness. El nom de la rosa va ser un èxit però va acabar encasellant Abraham en els personatges sinistres. Un encasellament motivat per un físic molt concret (arrels sirioitalianes), del qual, no obstant això, ha sabut desprendre's en el seu vessant televisiu, com ho proven les seves recreacions d'Abraham Lincoln, Tommaso Buscetta, Cyrano de Bergerac o Al Capone.
Al marge dels seus treballs al cinema, Abraham ha aconseguit èxits en teatre, actuant en produccions de la Royal Shakespeare Company, Broadway i el Off-Broadway com A Life in the Theatre, Angels in America: A Gai Fantasy on National Themes', L'oncle Vània, Un mes en el camp o El mercader de Venècia.
Altres treballs més moderns han estat en sèries com Salvant a Grace (2009), Law & Order: Criminal Intent  (2010), The Good Wife (2011, 2012, 2014), Blue Bloods (2012) o Homeland (2013).
A més de la seva carrera com a actor, F. Murray Abraham també és professor d'art dramàtic en el Brooklyn College i a la Universitat de Nova York.

## Filmografia
Les seves pel·lícules més destacades són
| Any  | Títol                                                                  | Paper                   | Notes                                                                                       |
| ---- | ---------------------------------------------------------------------- | ----------------------- | ------------------------------------------------------------------------------------------- |
| 1971 | El detectiu i la doctora (They Might Be Giants)                        | Clyde the usher         |                                                                                             |
| 1973 | Serpico                                                                | Detectiu                | no surt als crèdits                                                                         |
| 1975 | El presoner de la Segona Avinguda (The Prisoner of Second Avenue)      | Taxista                 |                                                                                             |
| 1975 | The Sunshine Boys                                                      | Mecànic                 |                                                                                             |
| 1976 | Tots els homes del president (All the President's Men)                 | Paul Leeper             |                                                                                             |
| 1976 | The Ritz                                                               | Chris                   |                                                                                             |
| 1978 | The Big Fix                                                            | Eppis                   |                                                                                             |
| 1978 | Madman                                                                 |                         |                                                                                             |
| 1983 | Scarface                                                               | Omar Suárez             |                                                                                             |
| 1984 | Amadeus                                                                | Antonio Salieri         | Oscar al millor actor Globus d'Or al millor actor dramàtic Nominada - BAFTA al millor actor |
| 1986 | El nom de la rosa (The Name of the Rose)                               | Bernardo Gui            |                                                                                             |
| 1988 | Russicum - I giorni del diavolo                                        |                         | també conegut com The Third Solution                                                        |
| 1989 | The Favorite                                                           | Abdul Hamid             | també conegut com Intimate Power                                                            |
| 1989 | An Innocent Man                                                        | Virgil Cane             |                                                                                             |
| 1989 | Slipstream                                                             | Cornelius (al Museu)    |                                                                                             |
| 1989 | Beyond the Stars                                                       | Dr. Harry Bertram       |                                                                                             |
| 1989 | Eye of the Widow                                                       | Kharoun                 |                                                                                             |
| 1990 | La foguera de les vanitats (The Bonfire of the Vanities)               | D.A. Abe Weiss          | no surt als crèdits                                                                         |
| 1990 | La Batalla de los Tres Reyes                                           | Osrain                  | també conegut com Drums of Fire, títol anglès                                               |
| 1990 | Cadence                                                                | Capt. Ramon Garcia      | no surt als crèdits                                                                         |
| 1991 | Mobsters                                                               | Arno Rothstein          | també conegut com The Evil Empire                                                           |
| 1991 | Money                                                                  | Will Scarlet            |                                                                                             |
| 1991 | El desafiament (By the Sword)                                          | Max Suba                |                                                                                             |
| 1993 | Last Action Hero                                                       | John Practice           |                                                                                             |
| 1993 | Journey To The Center Of The Earth                                     | Professor Harlech       | Telefilm. També conegut com Journey To The Inner World                                      |
| 1993 | Sweet Killing                                                          | Zargo                   |                                                                                             |
| 1993 | Through an Open Window                                                 | Narrador                | (paper curt)                                                                                |
| 1993 | Amb l'arma a punt (Loaded Weapon 1)                                    | Dr. Harold Leacher      |                                                                                             |
| 1994 | Nostradamus                                                            | Scalinger               |                                                                                             |
| 1994 | Joc de supervivència (Surviving the Game)                              | Wolfe Sr.               |                                                                                             |
| 1994 | L'Affaire Lucien Haslans                                               |                         | també conegut com The Case                                                                  |
| 1994 | Jamila / Dschamilja                                                    | Older Seit              |                                                                                             |
| 1994 | Fresh                                                                  | Chess Hustler           | no surt als crèdits                                                                         |
| 1995 | Poderosa Afrodita (Mighty Aphrodite)                                   | Leader                  |                                                                                             |
| 1995 | Dillinger i Capone (Dillinger and Capone)                              | Al Capone               |                                                                                             |
| 1995 | Baby Face Nelson                                                       | Al Capone               |                                                                                             |
| 1996 | Fills de la revolució (Children of the Revolution)                     | Ióssif Stalin           |                                                                                             |
| 1997 | Mimic                                                                  | Dr. Gates               |                                                                                             |
| 1997 | Eruption                                                               | President Mendoza       |                                                                                             |
| 1998 | Star Trek: Insurrection                                                | Ad'har Ru’afo           |                                                                                             |
| 1999 | Excellent Cadavers                                                     | Tommaso Buscetta        |                                                                                             |
| 1999 | The All New Adventures of Laurel & Hardy in 'For Love or Mummy'        | Prof. Covington         |                                                                                             |
| 1999 | Muppets From Space                                                     | Noah                    |                                                                                             |
| 2000 | A la recerca d'en Forrester (Finding Forrester)                        | Prof. Robert Crawford   |                                                                                             |
| 2001 | 13 fantasmes (Thirteen Ghosts)                                         | Cyrus Kriticos          |                                                                                             |
| 2001 | I Cavalieri che fecero l'impresa                                       | Delfinello da Coverzano | també conegut com The Knights of the Quest títol EUA                                        |
| 2002 | Joshua                                                                 | Father Tardone          |                                                                                             |
| 2002 | Ticker                                                                 | Airport Guru            | també conegut com The Hire: Ticker                                                          |
| 2003 | My Father, Rua Alguem 5555                                             | Paul Minsky             | també conegut com Josef Mengele – My Father                                                 |
| 2003 | Piazza delle cinque lune                                               | Entita                  | també conegut com Five Moons Plaza – títol anglès                                           |
| 2004 | The Bridge of San Luis Rey                                             | Virrei del Perú         |                                                                                             |
| 2004 | Peperoni ripieni e pesci in faccia                                     | Jeffrey                 | també conegut com Too Much Romance... It's Time for Stuffed Peppers – títol EUA             |
| 2004 | Another Way of Seeing Things                                           | Narrador                |                                                                                             |
| 2006 | L'inchiesta                                                            | Nathan                  | també conegut com The Inquiry – Títol anglès                                                |
| 2006 | Quiet Flows the Don                                                    | Pantaley                |                                                                                             |
| 2006 | Il Mercante di pietre                                                  | Shahid                  | també conegut com The Stone Merchant – Títol anglès                                         |
| 2006 | A House Divided                                                        | Grandfather Wahid       |                                                                                             |
| 2007 | Carnera: The Walking Mountain                                          | Leon See                |                                                                                             |
| 2007 | Come le formiche                                                       | Ruggero                 | també conegut com Wine and Kisses – Títol anglès                                            |
| 2007 | Blood Monkey                                                           | Professor Hamilton      |                                                                                             |
| 2008 | Shark Swarm (TV)                                                       | Bill Girdler            |                                                                                             |
| 2009 | Perestroika                                                            | Professor Gross         |                                                                                             |
| 2009 | Barbarossa                                                             | Siniscalco Barozzi      |                                                                                             |
| 2010 | Ti ho cercata in tutti i necrologi                                     | Braque                  |                                                                                             |
| 2012 | Goltzius and the Pelican Company                                       | The Margrave of Alsace  |                                                                                             |
| 2012 | 11 Settembre 1683                                                      | Marco d'Aviano          |                                                                                             |
| 2013 | Dead Man Down                                                          | Gregor                  |                                                                                             |
| 2013 | Inside Llewyn Davis                                                    | Bud Grossman            |                                                                                             |
| 2013 | The Gambler Who Wouldn't Die                                           | Braque                  |                                                                                             |
| 2014 | The Grand Budapest Hotel                                               | Mr. Moustafa            |                                                                                             |
| 2014 | Il mistero di Dante                                                    | Dante Alter Ego         |                                                                                             |
| 2014 | A Little Game                                                          | Norman Wallach          |                                                                                             |
| 2018 | Isle of Dogs                                                           | Jupiter                 | Veu                                                                                         |
| 2018 | Robin Hood                                                             | Cardenal                |                                                                                             |
| 2019 | Com ensinistrar un drac 3 (How to Train Your Dragon: The Hidden World) | Grimmel                 | Veu                                                                                         |
| 2019 | Lady and the Tramp                                                     | Tony                    |                                                                                             |
| 2021 | Things Heard & Seen                                                    | Floyd DeBeers           |                                                                                             |
| 2022 | The Magic Flute                                                        | Dr. Longbow             |                                                                                             |
| 2023 | Mother, Couch                                                          | Marcus / Marco          |                                                                                             |

## Premis i nominacions

### Premis Oscar
| Any  | Categoria    | Pel·lícula | Resultat  |
| ---- | ------------ | ---------- | --------- |
| 1984 | Millor actor | Amadeus    | Guanyador |

### Premis Globus d'Or
| Any  | Categoria                            | Pel·lícula | Resultat  |
| ---- | ------------------------------------ | ---------- | --------- |
| 1985 | Globus d'Or al millor actor dramàtic | Amadeus    | Guanyador |

### Premis BAFTA
| Any  | Categoria    | Pel·lícula | Resultat |
| ---- | ------------ | ---------- | -------- |
| 1985 | Millor actor | Amadeus    | Candidat |

### Premis Primetime Emmy
| Categoria | Pel·lícula                              | Resultat |          |
| --------- | --------------------------------------- | -------- | -------- |
| 2015      | Millor actor convidat - Sèrie dramàtica | Homeland | Candidat |

### Premis del Sindicat d'Actors
| Any  | Categoria                               | Pel·lícula               | Resultat |
| ---- | --------------------------------------- | ------------------------ | -------- |
| 2015 | Millor repartiment de televisió - Drama | Homeland                 | Candidat |
| 2014 | Millor repartiment                      | The Grand Budapest Hotel | Candidat |
| 2013 | Millor repartiment de televisió - Drama | Homeland                 | Candidat |

### Premis de l'Associació de Crítics de Cinema de Los Angeles (LAFCA Award)
| Any  | Categoria                                 | Pel·lícula | Resultat  |
| ---- | ----------------------------------------- | ---------- | --------- |
| 1984 | Millor actor (ex aequo amb Albert Finney) | Amadeus    | Guanyador |